# Rolf Felst
Rolf Dieter Felst (* 31. Dezember 1935 in Hamburg) ist ein deutscher experimenteller Teilchenphysiker.
Felst wurde 1965 an der Universität Hamburg promoviert mit einer experimentellen Untersuchung über Kernreaktionen (Stripping-Reaktion an Silizium). Er war beim DESY wesentlich an der JADE-Kollaboration am Petra-Speicherring des DESY beteiligt. Der Detektor war 1979 bis 1986 in Betrieb, und dort wurden unter anderem Gluonen in Drei-Jet-Ereignissen nachgewiesen und Tests der Quantenchromodynamik durchgeführt. Felst war Professor an der Universität Hamburg.
2000 erhielt er den Max-Born-Preis.